# Семь чудес Башкортостана
Семь чудес Башкортостана — конкурс для определения семи природных памятников Башкортостана, проведенный в 2009 году.

## Акция
По примеру проведенного в Москве в 2008 году конкурса «Семь чудес России» в Башкортостане стало проведение в 2009 году программой «Салям» телерадиокомпании «Башкортостан» конкурса «Семь чудес Башкортостана».
Для участия в конкурсе было предложено 180 объектов в Башкортостане, которые набрали наибольшее количество голосов. По итогам конкурса было выбрано семь объектов.
В Башкирском издательстве «Китап» был издан фотоальбом «Семь чудес Башкортостана», составленный на 3-х языках: русском, башкирском и английском. В фотоальбоме 7 глав, в каждой из которой рассказывается об одном из башкирских чудес.

## Топ-7
В золотой список семи достопримечательностей — семи чудес Башкортостана вошли:
- памятник Салавату Юлаеву;
- курай;
- эпос «Урал-батыр»;
- пещера Шульган-Таш;
- башкирский мёд — уникальность Башкирского меда состоит в его вкусе и особых целебных свойствах. Мёд собирается с очень редких видов растений (типчак, горицвет весенний, тимофеевка степная, полынь шелковистая, прострел раскрытый, ковыль волосатик, оносма простая, чабрец, овсец пустынный, василистник, астра альпийская) особым видом пчел. В Башкортостане сохранилось бортевое пчеловодство (добыча дикого лесного меда);
- гора Янгантау («горящая гора» в переводе с башкирского). На вершине этой горы на высоте 413 метров над уровнем моря располагается курорт «Янган-Тау». Это единственное известное в России месторождение горячих газов, выделяющихся из недр в виде сухих и паровоздушных струй;
- Красноусольские минеральные источники.